# Micradaeum
Micradaeum is een geslacht van hooiwagens uit de familie Triaenonychidae.
De wetenschappelijke naam Micradaeum is voor het eerst geldig gepubliceerd door Lawrence in 1931. 

## Soorten
Micradaeum is monotypisch en omvat slechts de volgende soort:
- Micradaeum rugosum